# Ford 7Y
La Ford 7Y est une voiture construite par Ford Royaume-Uni de 1938 à 1939. Au cours de cette période, 65 098 voitures ont été produites.
La voiture était officiellement commercialisée sous le nom de Ford Eight et elle était une version remaniée et légèrement plus grande de la Ford Model Y. La voiture était propulsée par un moteur à soupapes latérales de 933 cm3 (56,9 pouces cubes) et de 8 ch (en cheval-vapeur) de Ford.
Un lifting mineur, dévoilé en septembre 1939, a donné la première Ford Anglia.
La voiture arborait des caractéristiques inhabituelles telles que des vitres arrière ouvrantes situées dans la carrosserie principale, car il ne s'agissait que d'un véhicule deux portes. Un couvercle pour la roue de secours était disponible sur les modèles de luxe, la version standard ayant également un évidement dans la carrosserie arrière pour accepter la roue de secours, bien que non couverte. Le rangement de la roue de secours de cette manière imite le style de la Ford Pilot V8. La 7Y était également le dernier modèle à être équipé d'un pare-chocs avant avec un «pli» avant l'introduction des pare-chocs droits et plus simples de l'Anglia (E04A). Le «pli» et l'ouverture qui l'accompagnait dans le bas de la calandre permettaient de démarrer le moteur avec une manivelle.

## Ford Roadster 8hp E94A

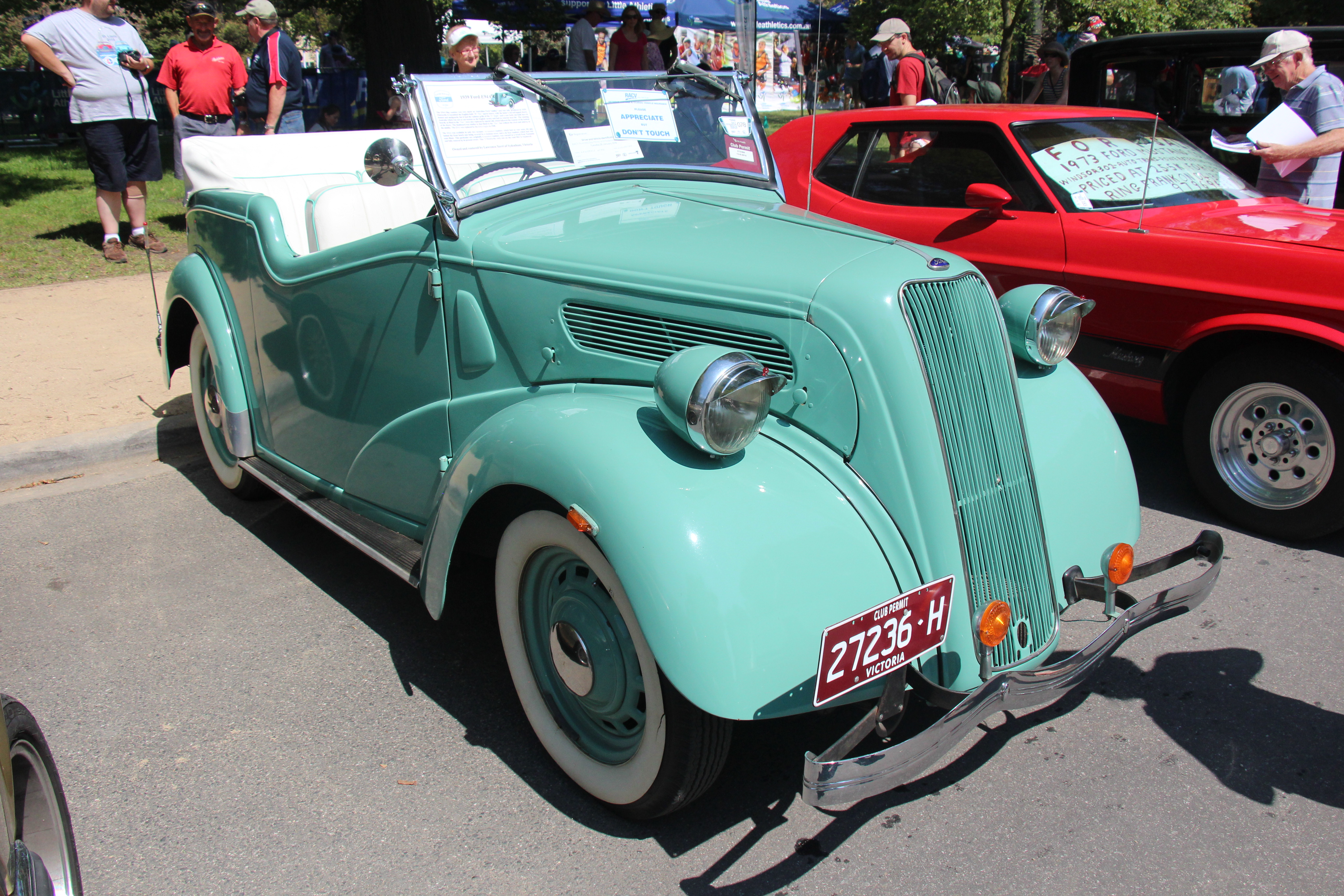
Ford 8CV E94A Roadster

En 1939, la Y7 tourer a été remplacé par le Roadster 8hp E94A. Il conservait le style avant, le moteur de huit ch et l'empattement de 90" de la 7Y tourer mais il comportait des panneaux arrière différents. L'E94A a été uniquement produit pour l'année modèle 1939.